# 屯倉

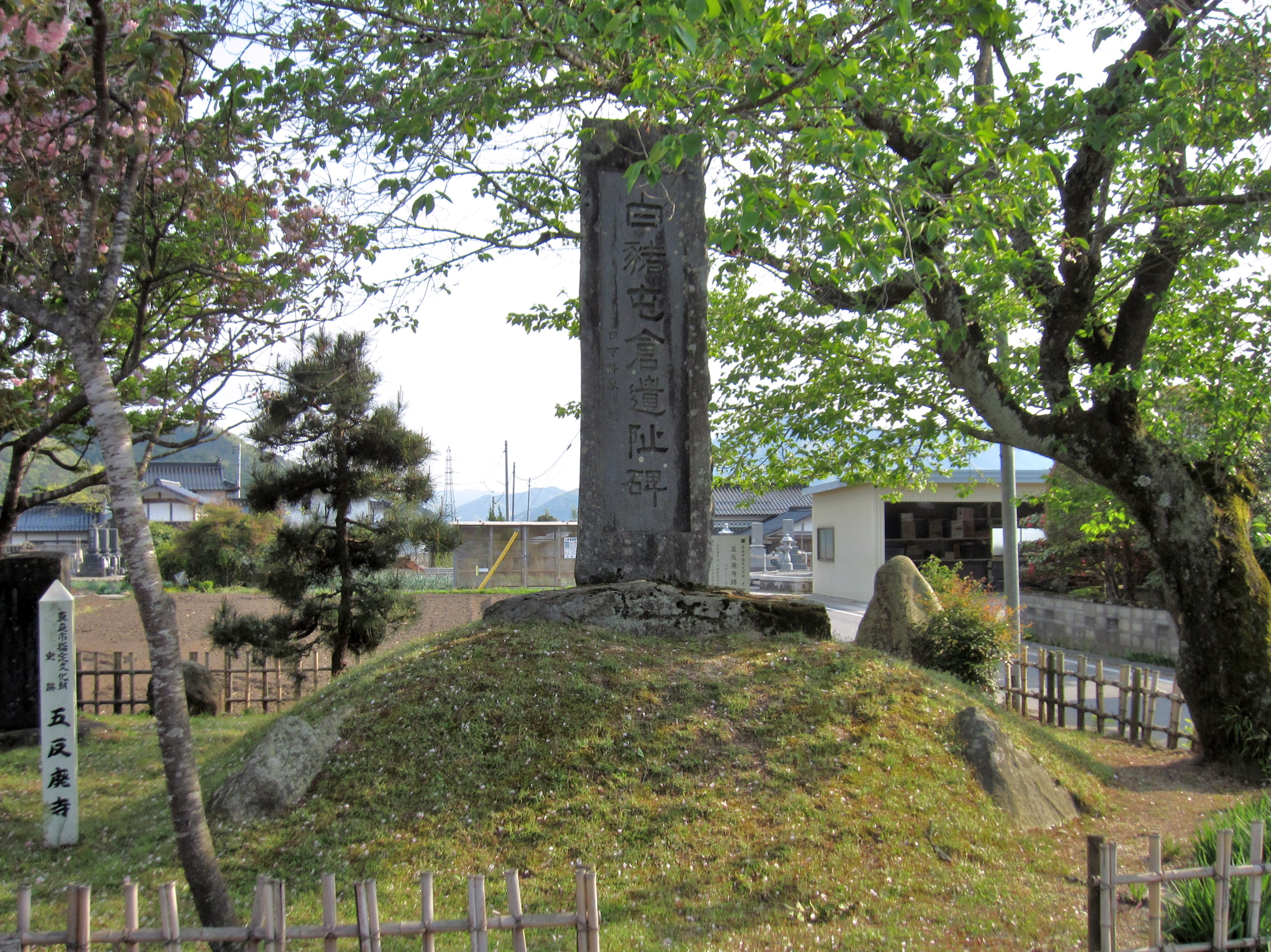
白猪屯倉跡碑（岡山県真庭市五反）

屯倉（みやけ）は、ヤマト王権の支配制度の一つ。全国に設置した直轄地を表す語でもあり、のちの地方行政組織の先駆けとも考えられる。

## 概要
「屯倉」は『日本書紀』の表記。『古事記』・『風土記』・木簡では「屯家」「御宅」「三宅」「三家」とも表記される。「官家」もミヤケと読まれることもあり、後に「郡家」はコオリノミヤケ、「五十戸家」がサトノミヤケと読まれた可能性がある。ミヤケのミは敬語、ヤケは家宅のことで、ヤマト政権の直轄地経営の倉庫などを表した語である。それと直接経営の土地も含めて屯倉と呼ぶようになった。屯倉は、直接経営し課税する地区や直接経営しないが課税をする地区も含むなど、時代によってその性格が変遷したらしいが、詳しいことは分かっていない。大化の改新で廃止された。

## 屯倉の経営
屯倉制度は、土地支配でなく、地域民衆の直接支配である。管理の仕方や労働力は多様であり、屯倉の経営は古墳の発達と関係しており、概観すると5世紀を境に前期屯倉と後期屯倉に分かれている。
前期屯倉は、顕宗（けんぞう）・仁賢（にんけん）朝以前にできたという伝承をもつ屯倉であり、その設置地域は、朝鮮半島を除き畿内またはその周辺部に限られている。たとえば『記・紀』にみえる倭（やまと）・茨田（まむた）・依網（よさみ）・淡路の屯倉、『播磨国風土記』にみえる餝磨（しかま）・佐岡の屯倉、『記・紀』や『風土記』にみえる縮見（しじみ）屯倉などがある。
これらの屯倉は大王自らの力で開発され経営された。たとえば、倭屯倉は、垂仁朝や景行朝に大王自らが設置したと『記・紀』に伝えられているもので、その地は現在の奈良県磯城郡三宅町の地を中心とした一帯であると推定されている。このあたりの微高地に蔵としての屯倉を置き、周辺の低湿地を開発して田地とし、倭屯倉を造った。5世紀頃であると考えられている。また、大阪市住吉区我孫子あたりから松原市などにわたる一帯に、依網池を造成し、灌漑施設を造るなどして依網屯倉が造られた。
また、屯倉は王室の財産であり、直接支配する土地であった。仲哀朝に置かれたといわれている淡路の屯倉は、田地ではなく大王の狩猟場であった。漁民や山民は直属の民として、狩猟での獲物や海産物を王室に納めた。加古川の支流の三木市にあったといわれている播磨の宿見屯倉は、在地の土豪忍海部造細目を管理者として経営している。
継体天皇22年（528年）九州に糟屋屯倉が置かれ、続く安閑天皇期には関東以西の各地に数多くの屯倉が設けられた。安閑天皇元年（534年）には伊甚屯倉をはじめ10個ほどの屯倉が、翌年には筑紫国に穗波屯倉・鎌屯倉の各屯倉、豊国に滕碕屯倉・桑原屯倉・肝等屯倉・大拔屯倉・我鹿屯倉など20個あまりの屯倉が設置されたことが『日本書紀』にみえる。

## 一覧
『古事記』・『日本書紀』・『風土記』に記載されている屯倉の一覧。該当の屯倉が記載されている天皇の段別に、所在地域名と屯倉名を記載。

### 日本国内
- 11代垂仁天皇
  - 倭 - 來目邑屯倉[2]
- 12代景行天皇
  - 諸国／田部屯倉[3]
  - 倭屯家[4]
  - 播磨御宅（印南郡益毛里）[5]
- 14代仲哀天皇
  - 淡道屯家[6]（淡路屯倉[7]）
- 15代応神天皇
  - 播磨 - 三家（神前郡田駝里）[5]、宅[5]、墾田（飾磨郡漢部里）[5]
- 16代仁徳天皇
  - 倭 - 屯田及屯倉[8]
  - 河内 - 茨田屯倉[9]、依網屯倉[10]
  - 播磨 - 筑紫田部（損保郡）[5]、飾磨御宅（飾磨郡）[5]
- 17代履中天皇
  - 倭 - 村合屯倉[11]、将代屯倉[12]
- 22代清寧天皇
  - 播磨 - 縮見屯倉[5]、針間山門領御宅（美嚢郡志深里）[5]
- 26代継体天皇
  - 倭 - 匝布屯倉[13]
  - 筑紫 - 糟屋屯倉[14]
- 27代安閑天皇
  - 上総 - 伊甚屯倉[15]
  - 倭 - 小墾田屯倉[16]、毎国田部[16]
  - 河内 - 桜井屯倉[16]、毎国田部[16]
  - 摂津 - 難波屯倉[16]、毎郡钁丁[16]
  - 摂津三嶋 - 竹村屯倉（上御野・下御野・上桑原・下桑原）[17]、毎郡钁丁
  - 安芸 - 過戸虜城部屯倉[18]
  - 武蔵 - 横渟屯倉[18]、橘花屯倉[18]、多氷屯倉[18]、倉樔屯倉[18]
  - 筑紫 - 穂波屯倉、鎌屯倉[19]
  - 豊 - 勝碕屯倉[19]、桑原屯倉[19]、肝等屯倉[19]、大抜屯倉[19]、我鹿屯倉[19]
  - 火（肥） - 春日部屯倉[19]
  - 播磨 - 越部屯倉[19]、牛鹿屯倉[19]
  - 備後（備中） - 後城屯倉[19]、多禰屯倉[19]、来履屯倉[19]、葉稚屯倉[19]、河音屯倉[19]
  - 婀娜 - 胆殖屯倉[19]、胆年部屯倉[19]
  - 阿波 - 春日部屯倉[19]
  - 紀 - 経湍屯倉[19]、河辺屯倉[19]
  - 丹波 - 蘇斯岐屯倉[19]
  - 近江 - 葦浦屯倉[19]
  - 尾張 - 間敷屯倉[19]、入鹿屯倉[19]
  - 上毛野 - 緑野屯倉[19]
  - 駿河 - 稚贄屯倉[19]
  - 播磨三宅（損保郡越部里）[5]
- 28代宣化天皇
  - 河内 - 茨田屯倉[20]
  - 尾張国屯倉[20]
  - 伊勢 - 新家屯倉[20]
  - 伊賀国屯倉[20]
  - 筑紫 - 那津官家[20]
  - 筑紫・肥・豊 - 三国屯倉[20]
- 29代欽明天皇
  - 吉備五郡 - 白猪屯倉[21]
  - 備前 - 児島屯倉[22]
  - 倭 - 韓人大身狭屯倉[23]、高麗人小身狭屯倉[23]
  - 紀 - 海部屯倉[23]
- 30代敏達天皇
  - 吉備 - 白猪屯倉[24]、田部[24]
  - 備前 - 児島屯倉[25]
- 33代推古天皇
  - 倭 - 高市池[26]、藤原池[26]、肩岡池[26]、菅原池[26]
  - 山背 - 栗隈大溝[26]
  - 河内 - 戸苅池[26]、依網池[26]
- 35代皇極天皇
  - 河内 - 依網屯倉[27]
  - 山背 - 深草屯倉[28]
- 36代孝徳天皇
  - 東国（東海道） - 官家[29]
  - 東国（東山道） - 官家[29]

### 日本国外
- 14代仲哀天皇
  - 百済 - 渡屯家[6]
- 神功皇后
  - 新羅 - 内官家屯倉[30]、内官家
- 21代雄略天皇
  - 百済 - 官家[31]
- 26代継体天皇
  - 毎国 - 官家[32]
  - 多沙津 - 官家[33]
  - 任那 - 内官家[34]
- 29代欽明天皇
  - 海西諸国 - 官家[35]、弥移居
  - 海表 - 弥移居[36]
  - 任那諸国 - 海北弥移居[37]、任那官家[38]
  - 任那 - 内官家
- 32代崇峻天皇
  - 任那 - 官家[39]
- 33代推古天皇
  - 任那 - 内官家[40]
- 36代孝徳天皇
  - 百済 - 内官家[29]